# Margit Schötschel-Gabriel

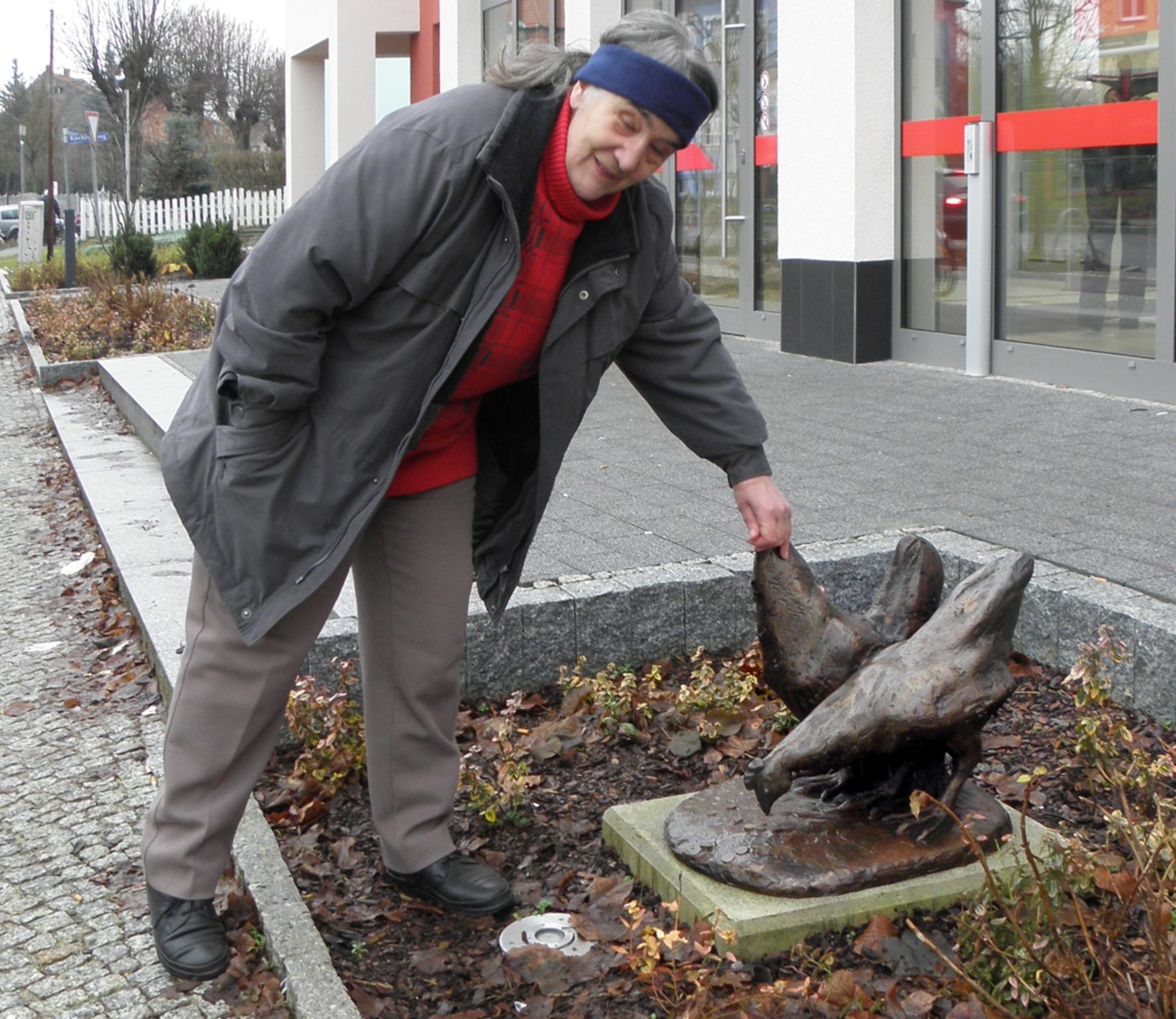
Margit Schötschel in Biesenthal mit den von ihr geschaffenen Hühner-Skulpturen, November 2012

Margit Schötschel-Gabriel (Künstlername), mit bürgerlichem Namen Margit Schötschel (* 26. März 1933 in Berlin-Weißensee; † 21. August 2017 in Biesenthal) war eine deutsche Künstlerin, die malte und bildhauerisch tätig war.

## Leben und Wirken

### Aus dem Elternhaus bis zum abgeschlossenen Kunststudium
Margit Schötschel ist die Tochter des Weißenseer Architekten Johannes Gabriel. Bereits 1947 übernahm sie praktische Arbeiten in der Landwirtschaft, um die Lebensmittel-Versorgungssituation der Familie zu verbessern. Mit 16 Jahren begann sie eine Hauswirtschaftslehre. Daran schloss sich eine Ausbildung als Kindergärtnerin im Central-Diakonissenhaus Bethanien an, die sie 1952 mit der „Befähigung als Kindergärtnerin“ abschließen konnte. Danach erhielt Margit Gabriel eine Anstellung an einer Eisenacher Kindereinrichtung, später in einem BVG-Kinderwochenheim in Berlin-Weißensee. Gleichzeitig machte sie einen „ordentlichen Schulabschluss“ als Voraussetzung für einen beruflichen Aufstieg.
Autodidaktisch hatte sie sich bereits mit Kunst befasst und beabsichtigte, an der Kunsthochschule Berlin-Weißensee zu studieren. Bei der Bewerbung bot man ihr den Besuch eines Vorkurses Anatomie an, um fürs Aktzeichnen gut gerüstet zu sein, was Margit Gabriel annahm. Nun studierte sie 1954 bis 1960 an der genannten Einrichtung Bildhauerei bei Heinrich Drake, Arno Mohr und Waldemar Grzimek. Bereits 1958 entstanden unter ihren Händen die ersten Kleinplastiken.

### Praktische Arbeiten
Nachdem sie Friedrich Schötschel kennengelernt und geheiratet hatte, traten beide gleichzeitig in den Verband Bildender Künstler der DDR Berlin (VBK) ein. Sie zogen 1964 gemeinsam nach Biesenthal und waren dort als freischaffende Künstler tätig.
Im Jahr 1969 übernahm Margit Schötschel die Leitung eines Laienzirkels für plastisches Gestalten/Bildhauerei in der damaligen Kreisstadt Bernau. Während dieser Tätigkeit bekam sie Kontakt mit den Hoffnungstaler Anstalten Lobetal und deren Bewohnern. Sie gab 1979 die Leitung des Zirkels ab und begann in Lobetal ehrenamtlich mit den dort untergebrachten Menschen, meist Behinderten, künstlerisch zu arbeiten. Sie gründete einen Modellierzirkel für Jugendliche, der anfangs nicht einmal eigene feste Arbeitsräume zur Verfügung hatte, später eine winzige Werkstatt bekam. Der Zirkel entwickelte sich zur „Kreativen Werkstatt“, deren Wirken bald über die Anstalt hinaus bekannt wurde. Margit Schötschel leitete die Kreativwerkstatt bis zum Jahr 1992. Inzwischen ist diese Werkstatt fester Bestandteil der Therapie der in den Lobetaler Anstalten untergebrachten alten, kranken oder behinderten Menschen geworden. Aus dem Kreis der Teilnehmer sind auch schon Künstler hervorgegangen.
Außerdem sammelte Margit Schötschel seit einem Zufallsfund Ankleidepuppen aus Papier und Pappe und hatte mittlerweile zahlreiche Sammlerstücke. Ihre Nachforschungen zu einem Hersteller solcher kulturhistorischen Objekte (Meißner & Buch) hat sie im Rahmen einer Tagung veröffentlicht.

## Werke (Auswahl)

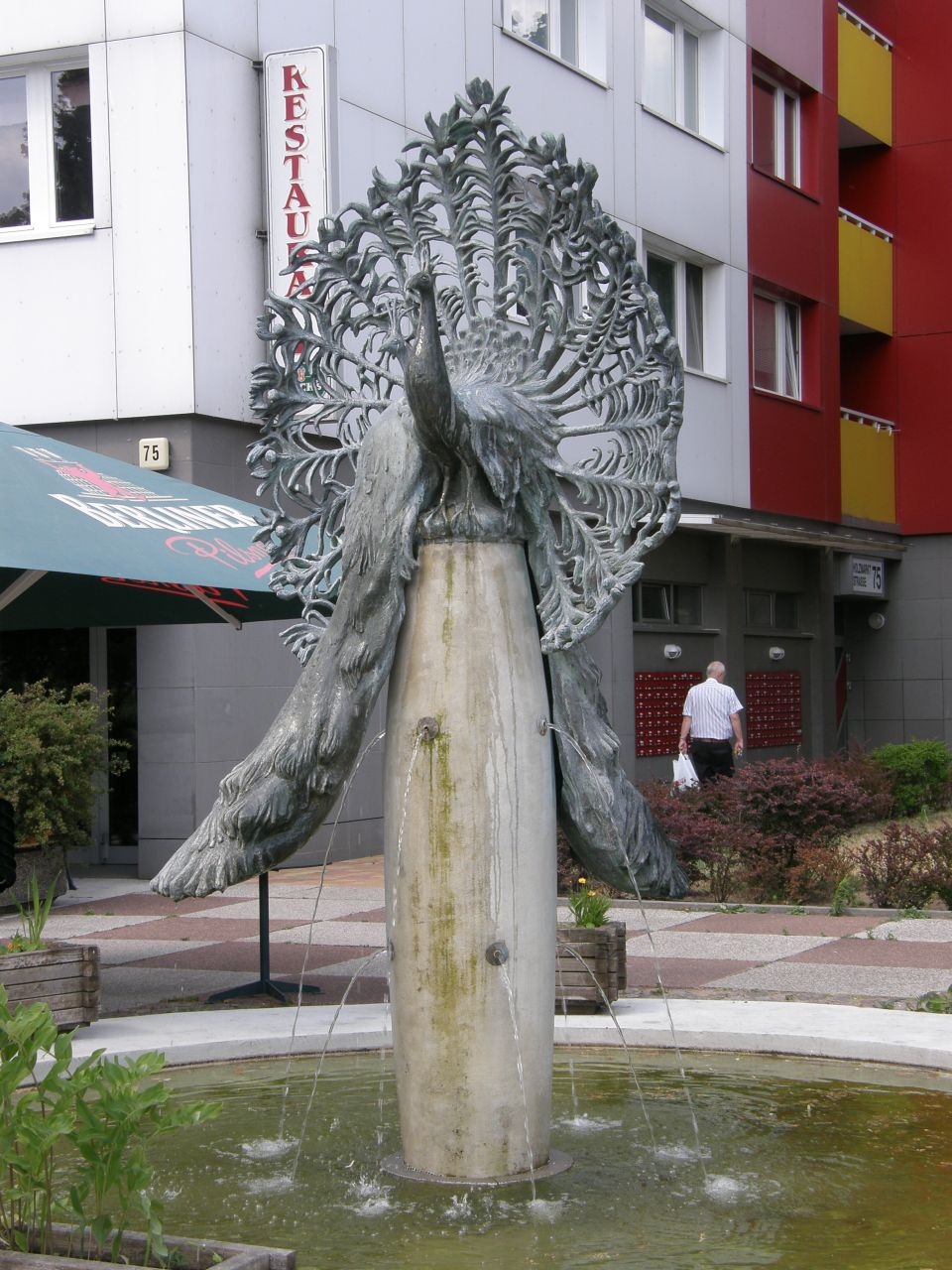
Pfauenbrunnen, Berlin

- 1975: Schötschel-Gabriel beteiligte sich in diesem Jahr an einem vom VBK ausgelobten Kunstwettbewerb „Tiere an der Spree“ für die Gestaltung des gesellschaftlichen Bereichs im Neubaugebiet Holzmarktstraße/Alexanderstraße in Berlin-Mitte.

Das von Margit Schötschel eingereichte Modell dreier wassersprühender Pfauen auf einer Brunnenstele überzeugte die Jury. Die eigentliche Herstellung des Gipsmodells, die Abformung und der Bronzeguss dauerten dann bis 1978. Der Pfauenbrunnen wurde 1979 eingeweiht, für seinen Betrieb befand sich daneben ein Brunnenhaus.
Beschreibung: Drei Pfauen-Hähne auf einer Säule, einer von ihnen mit aufgestellten Schmuckfedern (beim „Rad schlagen“, also Balzen) und langen Schwanzschleppen stehen nebeneinander. Aus den Federkronen auf den Köpfen sprühen feine Wasserstrahlen auf das Gefieder, was bei der richtigen Sonnenstellung für ein regenbogenfarbiges Glitzern der Tierkörper sorgt, ähnlich dem Erscheinungsbild der Pfauenfedern. Die Vögel sind aus Bronze gearbeitet und stehen auf einem 3,50 Meter hohen Naturstein-Brunnenstock. Seit den 2000er Jahren kümmern sich die Betreiber einer benachbarten Gaststätte zusammen mit einer Anwohnerinitiative um die Sauberkeit und den Unterhalt. 

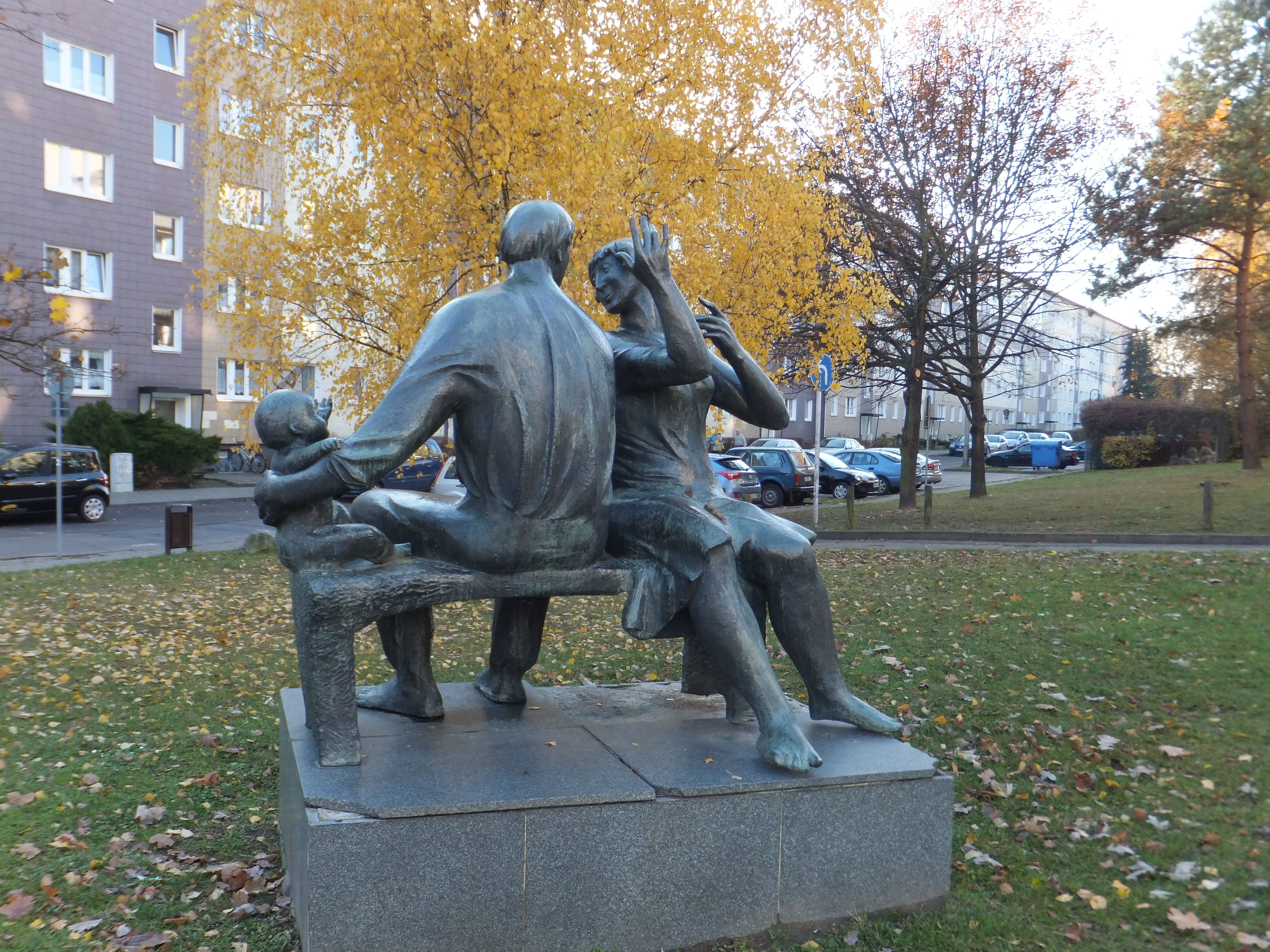
Familie, Bernau

- 1970–1977: Familie, eine Auftragsarbeit für die Stadtverwaltung Bernau;

Bronze auf Granitplatten: Eine Mutter, ein Vater und ein kleines Kind sitzen auf einer Bank, jede Figur schaut dabei in eine andere Richtung. Das Werk mit überlebensgroßen Figuren muss komplett umrundet werden, um es insgesamt zu betrachten. Der Familien-Komplex steht im Puschkin-Viertel in Bernau.
- 1982: Gedenkplakette zur 750-Jahr-Feier von Bernau („1232 BERNAU 1982“) Paar, Bernau

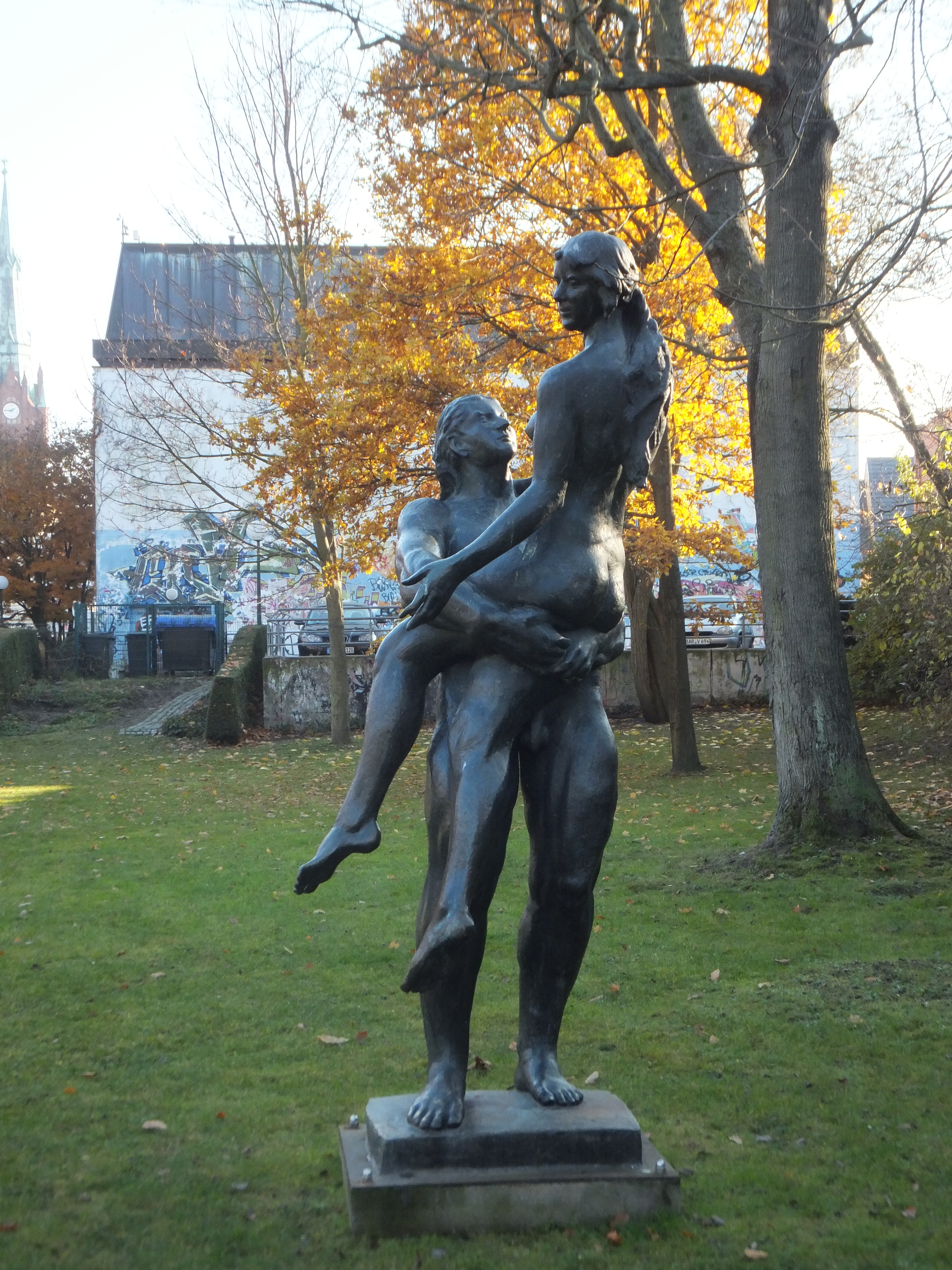
Paar, Bernau

- 1982/1983: Stehendes Paar, Bronze auf Steinplatte. Die Skulptur befindet sich im Bernauer Stadtpark am Elysiumteich in der Nähe des Steintors.[6]
- 1987: Zwei Koboldmakis, in Berlin-Friedrichsfelde, im Alfred-Brehm-Haus des Tierparks, am unteren Ende eines Treppengeländers.[7] Knabe, Bernau

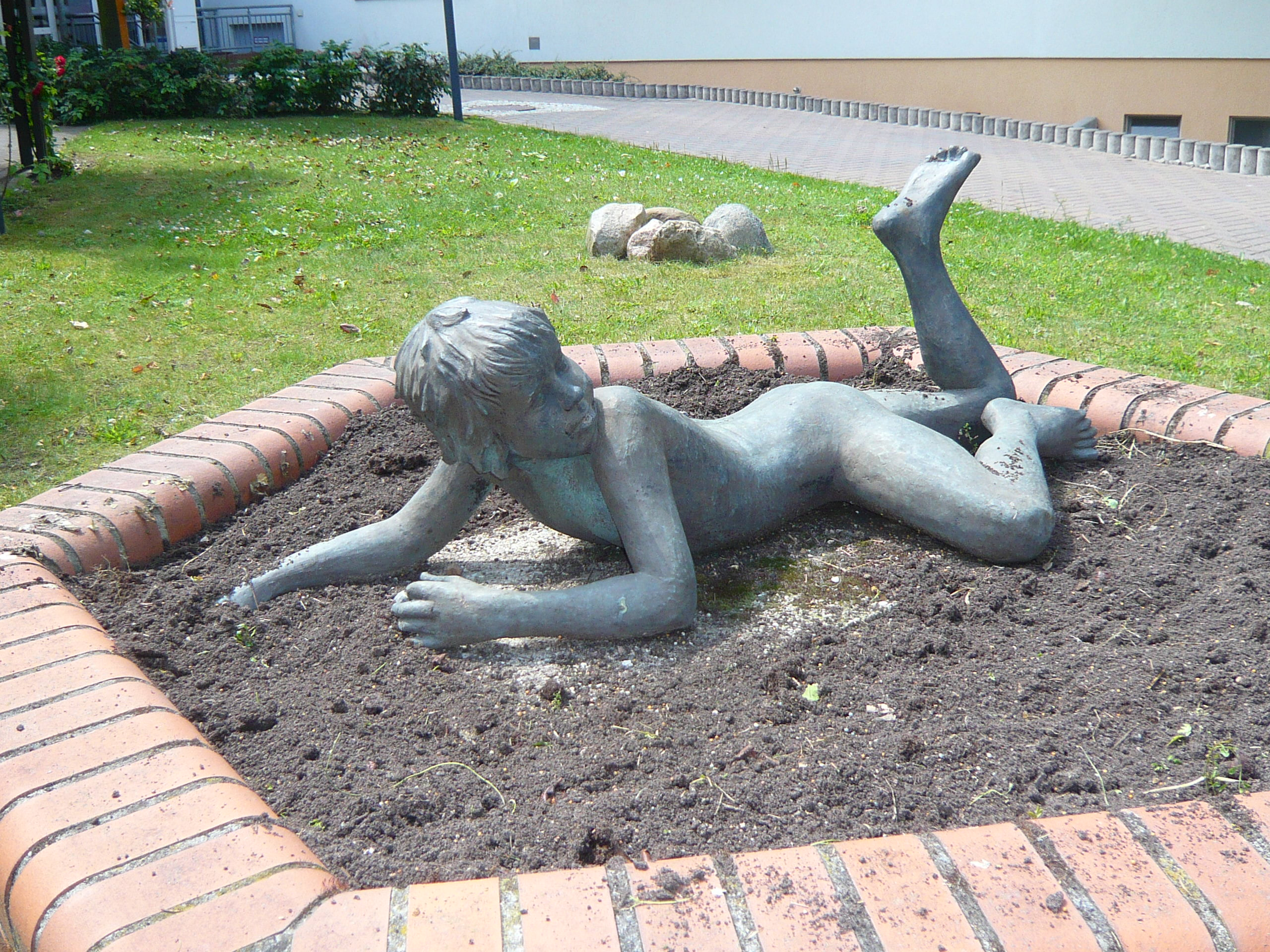
Knabe, Bernau

- 1980–1987: Knabe, Bronze, eine liegende unbekleidete Kinderfigur in natürlicher Größe. Drei Abgüsse: Einer wurde im Tierpark Berlin, im Karl-Förster-Garten, installiert.[8] Der Zweitguss befindet sich im Seniorenheim „Regine Hildebrand“ in Bernau (siehe Bild). Der dritte Abguss wurde zu einem Springbrunnen komplettiert und 1976[9] im Schweriner Stadtteil Lankow aufgestellt.
- 2012: Zwei Cent-pickende Hühner, Auftragsarbeit für die Sparkasse Barnim, Filiale Biesenthal. Bronze, jedes Tier etwa 40 Zentimeter hoch (siehe Foto oben).
- Kleinplastiken aus Ton, Zinn, Bronze, gelegentlich auch aus Holz
- Landschaftsaquarelle

## Ausstellungen (unvollständig)

### Einzelausstellungen
- 2003: Plastiken, Zeichnungen, Collagen, Aquarelle in Biesenthal
- 2008: Plastiken, Zeichnungen, Collagen, Aquarelle in Bernau
- 2018: Das Kulturamt von Bernau bei Berlin eröffnete am 2. März 2018 eine Sonderausstellung zum Gedenken an Margit Schötschel-Gabriel.[10]

### Ausstellungsbeteiligungen
- 1967, 1973 und 1975: Berlin, Treptower Park  („Plastik und Blumen“)
- 1969: Leipzig, Messehaus am Markt („Kunst und Sport“)
- 1975: Wanderausstellung „Kleinplastik und Grafik“
- 1975 bis 1989: Berlin, fünf Bezirkskunstausstellungen
- 1982/83: Dresden,  IX. Kunstausstellung der DDR
- 1982 und 1986 Fürstenwalde, Altes Rathaus („Miniatur in der bildenden Kunst der DDR“)
- 1987/1988 in der Kunstausstellung in Dresden: Familie, Paar
- 1979: Berlin, Altes Museum („Jugend in der Kunst“)
- 1989 in einer Ausstellung des Verbandes Bildender Künstler am Berliner Fernsehturm: Familie
- 1998 fand im Amtshaus Panketal (Ortsteil Zepernick) eine Ausstellung von ausgewählten Werken der Behinderten aus den Lobetaler Anstalten statt, die Margit Schötschel betreut hatte. Auch in anderen deutschen Städten war die Ausstellung inzwischen schon zu sehen wie in Düsseldorf, Bielefeld, Radolfzell. Selbst in Bordeaux zeigte man einzelne Werke der Lobetaler Kreativen.[11]
- Im Kulturbahnhof Biesenthal wurde 2008 die Ausstellung Kunst ist Kunst eröffnet. Sie zeigte Bilder und Skulpturen aus der kreativen Werkstatt Lobetal, die Margit Schötschel im Lobetaler Kunstarchiv aufbewahrte.[12]
- In folgenden Städten und Ländern wurden einige ihrer Werke in Kunst-Gemeinschaftsausstellungen gezeigt: Gera, Frankfurt (Oder), Fürstenwalde/Spree, Warschau, Neu-Delhi, Vereinigte Arabische Emirate und Abu Dhabi.[13]

## Veröffentlichungen
- Die kleine Hausfrau. Ein Bildband zum Basteln. Kinderbuchverlag, Berlin 1990, ISBN 3-358-01547-5. Texte von Margit Schötschel.
- Porträts aus Lobetal. Hrsg. Hoffnungstaler Anstalten. 1999; Fotos von Margit Schötschel.